# Piaget (entreprise)
Pour les articles homonymes, voir Piaget.
Piaget est une manufacture suisse d’horlogerie et de joaillerie fondée par Georges-Édouard Piaget en 1874 à la Côte-aux-Fées. La manufacture possède des implantations dans sa commune d'origine et à Plan-les-Ouates, près de Genève, où sont regroupées les activités de production des boîtiers, des bracelets et le sertissage des pièces de joaillerie. Des boutiques Piaget existent dans divers pays. 
Depuis 1988, elle appartient au groupe de luxe suisse Richemont. 
La marque compte 100 boutiques en propre et 350 points de vente. 

## Histoire

### Fondation et débuts (1874-1943)
En 1874, Georges-Édouard Piaget, originaire de La Côte-aux-Fées dans le Jura suisse, entreprend la fabrication de mouvements horlogers destinés aux fabricants de montres, dans la ferme familiale où il installe son atelier. Par la suite, Georges-Édouard Piaget développe sa technique. En 1911, son fils Timothée Piaget reprend l’atelier. Il fait construire la première manufacture et transforme l’entreprise en société en nom collectif. 
À partir de 1916, l'entreprise commercialise des mouvements de différentes formes et épaisseurs.
À partir des années 1930, Piaget crée des montres pour hommes et femmes. Les petits-fils de Georges-Édouard Piaget, Valentin et Gérald, reprennent l'affaire. 

### Développement et diversification
En 1943, le nom de la marque est déposé. Dès lors, l’entreprise appose son nom sur ses produits et commercialise ses premières montres. Une nouvelle manufacture est inaugurée à la Côte-aux-Fées[réf. nécessaire].
En 1957, Piaget présente à Bâle le mouvement mécanique extra-plat, de 2 mm d'épaisseur. Par la suite, ce modèle est décliné sous d'autres variantes. La même année, la manufacture produit des modèles en or ou platine. En juin 1959, Piaget ouvre une première boutique à Genève. 
Sous l’impulsion de Valentin Piaget, l’entreprise travaille les pierres précieuses, les pierres dures et l’or. Il lance des collections de montres-manchettes et montres-sautoirs,. Plus de 30 pierres différentes ornent parfois certaines montres. 
Parallèlement, l'entreprise diversifie ses activités et se lance dans la haute joaillerie. Elle construit une manufacture spécialisée à Genève. La même année, la marque présente ses premières collections de bijoux.  
En 1960, Piaget entre au Guiness Book avec le mouvement 12P de 2,3 mm d’épaisseur, calibre automatique le plus plat. L'entreprise développe d'autres produits comme des montres monnaies, et des boîtiers carrés et rectangulaires. En 1964, Piaget acquiert la manufacture Baume & Mercier et ouvre de nouvelles boutiques. 
En 1967, Yves Piaget, alors à la tête de l'entreprise, noue des partenariats avec des célébrités. Cette année-là, il s'associe avec l'artiste Salvador Dali.   
Au milieu des années 1970, Piaget emploie le mécanisme à quartz. L'entreprise présente son premier et plus fin mouvement à quartz en 1976.

### Rachat et période récente
À partir de 1988, Piaget est acquis par la Compagnie financière Richemont S.A, troisième groupe mondial de luxe, qui l'acquiert en totalité en 1993.
Piaget inaugure en 2001 une nouvelle manufacture d'horlogerie à Plan-les-Ouates, près de Genève. La marque dispose ainsi de deux sites de production, l'un à La Côte-aux-Fées dans le Jura suisse, et l’autre à Plan-les-Ouates. Elle emploie environ 300 personnes. 
En 2010, Piaget expose à la Biennale des antiquaires de Paris. En 2013, elle présente pour la première fois ses modèles extra-plats lors d’une exposition à Paris. 
Piaget reçoit en 2016 le grand prix d'horlogerie de Genève.
En 2017, Chabi Nouri prend la tête de l’entreprise. Celle-ci compte 100 magasins et 350 points de vente dans le monde. Inaugurée en 2015, sa plus grande boutique est située à Paris.
Début juin 2021, Chabi Nouri est remplacée à la tête de l'entreprise par Benjamin Comar,.

## Collections
La société propose des calibres extra-plats et diverses collections joaillières. Au fil des années, la marque établit plusieurs records de finesse, comme la montre squelette la plus plate au monde. En 2018, Piaget lance l'Altiplano Ultimate Concept, la montre à remontage manuel la plus fine (2 mm). Elle fait l'objet de cinq brevets et succède à l'Altiplano 900 P lancée en 2014. Les montres ultra-fines assurent 30 % du chiffre d’affaires du segment horlogerie de la marque.  
En fabricant ses propres mouvements, la marque a le titre de manufacture. En 2013, elle compte une trentaine de mouvements conçus et développés en interne. 
En 2017, la bijouterie représente 40 % du chiffre d’affaires de la marque. 

## Mécénat
Dans les années 1970, Yves Piaget devient membre du jury du Concours international des roses nouvelles de Genève. Il conçoit le trophée. En 1982, une variété de roses est baptisée à son nom en référence à ce mécénat.
Depuis 2006, Piaget soutient les Film Independent’s Spirit Awards. Dans les années 2010, la marque devient mécène du château de Malmaison et de la roseraie de la princesse Grace à Monaco, et participe à la restauration de la tour de l’Horloge à Venise.